# Goddert von Oheimb
Goddert von Oheimb (* 1970) ist ein deutscher Biologe und Professor für „Biodiversität und Naturschutz“ an der Fakultät Umweltwissenschaften (Forstwissenschaften) der TU Dresden.

## Leben
Goddert von Oheimb studierte bis 1996 Biologie an der Georg-August-Universität Göttingen und wurde dann  Wissenschaftlicher Mitarbeiter am Ordinariat für Weltforstwirtschaft der Uni Hamburg. Seit 2000 arbeitete von Oheimb im Fachbereich Umweltwissenschaften am Institut für Ökologie und Umweltchemie der Universität Lüneburg (heute Leuphana Universität Lüneburg). Dort promovierte er und habilitierte sich.

## Forschungsschwerpunkt
Der heutige Forschungsschwerpunkt von Oheimbs liegt in der Analyse der Phytodiversität und in der Entwicklung von Naturschutzstrategien unter den Bedingungen des „nachhaltigen Landnutzungsmanagements“ und des „globalen Wandels (Global Change Biology)“.
Er arbeitet zu den Beziehung zwischen Biodiversität und Ökosystemfunktionen und -dienstleistungen, Naturschutzkonzepte zur Sicherung natürlicher Ressourcen, Naturschutzbiologie. Sein Schwerpunkt ist die Waldökologie und -bewirtschaftung. Dabei untersucht er die Reaktion einzelner Pflanzenarten und von Pflanzengemeinschaften auf multiple, interagierende  Kräfte ausgelöst durch Landnutzungswandel, Klimawandel, Stickstoffdeposition und verschiedenen Formen der Landnutzung. Zusammengefasst handelt es sich dabei um angewandte Pflanzenökologie.

## Publikationen (Auswahl)
- H. Bruelheide, T. Assmann, W. Härdtle A. M. Klein, G. von Oheimb, B. Schmid u. a.: Designing forest biodiversity experiments: general considerati ons illustrated by a new large experiment in subtropical China. In: Methods in Ecology and Evolution. 5, 2014, S. 74–89.
- J. Brunet, Y. Bukina, P. O. Hedwall, E. Holmström, G. von Oheimb: Pathogen induced disturbance and succession in temperate forests: Evidence from a 100-year data set in southern Sweden. In: Basic and Applied Ecology. 15, 2014, S. 114–121.
- W. Härdtle, T. Niemeyer, A. Fichtner, Y. Li, C. Ries, A. Schuldt, D. Walmsley, G. von Oheimb: Climate imprints on tree-ring δ 15N signatures of sessile oak (Quercus etraea Liebl.) on soils with contrasting water availability. In: Ecological Indicators. 45, 2014, S. 45–50.
- A. Fichtner, G. von Oheimb, W. Härdtle, C. Wilken, J. L. M. Gutknecht: Effects of anthropogenic disturbances on soil microbial communities in oak forests persist for more than 100 years. In: Soil Biology and Biochemistry. Band 70, März 2014, S. 79–87.

| Personendaten    | Personendaten                                     |
| ---------------- | ------------------------------------------------- |
| NAME             | Oheimb, Goddert von                               |
| KURZBESCHREIBUNG | deutscher Biologe und Professor an der TU Dresden |
| GEBURTSDATUM     | 1970                                              |